# Джузеппе Майна
Джузеппе Майна (італ. Giuseppe Maina, 4 жовтня 1908, Турин — 19 вересня 1942, там само) — італійський футболіст, що грав на позиції воротаря.
Виступав за клуб «Торіно». Володар Кубка Італії.

## Ігрова кар'єра
Народився 4 жовтня 1908 року в місті Турин. Дорослу футбольну кар'єру розпочав 1931 року в команді «Торіно», в якій провів дев'ять сезонів, взявши участь у 152 матчах чемпіонату. 
У розіграші 1935/36 виборов титул володаря Кубка Італії. У фіналі «Торіно» переміг «Алессандрію» з рахунком 5:1. Того ж року команда посіла третє місце в чемпіонаті, а також дебютувала в Кубку Мітропи. У розіграші Кубка Мітропи 1936 «Торіно» стартував з кваліфікаційного раунду, в якому зустрічався з швейцарським клубом «Берн». Італійська команда двічі розгромно перемогла — 4:1 і 7:1. В наступному раунді «Торіно» зустрічався з угорським «Уйпештом». В домашньому матчі команда Джузеппе перемогла з рахунком 2:0, але у матчі-відповіді поступилась 0:5.
Наступного сезону в складі команди «Торіно» Майна знову став третім призером чемпіонату. У 1939 році завойовував срібні медалі, хоча у цьому сезоні уже не був гравцем основи, зігравши лише 3 матчі. Ще через рік завершив виступи у складі клубу.
Загинув 19 вересня 1942 року у віці 34 років. Потрапив під трамвай, повертаючись додому на велосипеді. 

## Статистика виступів

### Статистика виступів у кубку Мітропи
| №                      | Розіграш               | Стадія                 | Дата та місце проведення | Команда 1              | Рахунок | Команда 2 | Голи та інше    |
| ---------------------- | ---------------------- | ---------------------- | ------------------------ | ---------------------- | ------- | --------- | --------------- |
| 1                      | 1936                   | кв. раунд              | 07.06.1936 Берн          | Берн                   | 1:4     | Торіно    | Капітан команди |
| 2                      | 1936                   | кв. раунд              | 14.06.1936 Турин         | Торіно                 | 7:1     | Берн      |                 |
| 3                      | 1936                   | 1/8                    | 21.06.1936 Турин         | Торіно                 | 2:0     | Уйпешт    |                 |
| 4                      | 1936                   | 1/8                    | 26.06.1936 Будапешт      | Уйпешт                 | 5:0     | Торіно    |                 |
| Всього у кубку Мітропи | Всього у кубку Мітропи | Всього у кубку Мітропи | Всього у кубку Мітропи   | Всього у кубку Мітропи | 4       |           | 0               |

## Титули і досягнення
- Володар Кубка Італії (1):

«Торіно»: 1935-1936
- Срібний призер чемпіонату Італії (1):

«Торіно»: 1938-1939
- Бронзовий призер чемпіонату Італії (2):

«Торіно»: 1935-1936,  1936-1937